# Предгорный район
Предго́рный район — территориальная единица в Ставропольском крае России. В границах района образован Предгорный муниципальный округ.
Входит в состав эколого-курортного региона Кавказские Минеральные Воды.
Административный центр — станица Ессентукская.

## Географическое положение

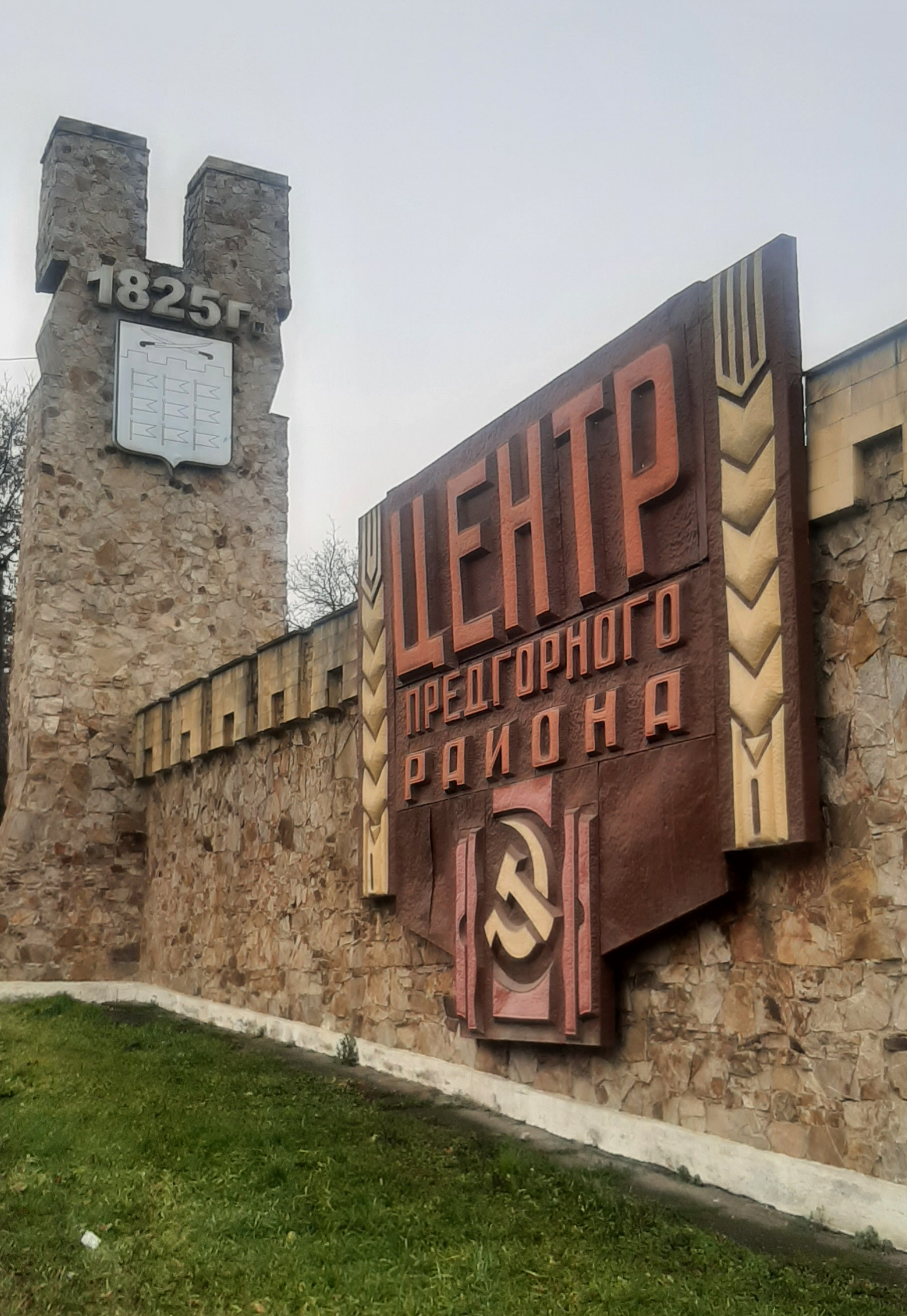
Станица Ессентукская

Район расположен в юго-западной (южной) части Ставропольского края. По внешнему периметру территориально граничит с Андроповским, Георгиевским, Кировским и Минераловодским районами Ставропольского края, Кабардино-Балкарской Республикой и Карачаево-Черкесской Республикой.
Большая часть территории района располагается в лесостепной зоне с умеренно континентальным климатом. Продолжительность безморозного периода составляет 170—190 дней.
На территории Предгорного района располагаются (но не входят в его административно-территориальный состав) все города-курорты Кавказских Минеральных Вод: Кисловодск, Ессентуки, Пятигорск и Железноводск, а также город Лермонтов. Такое расположение городов-курортов непосредственно оказывает влияние на жизнедеятельность населения в районе.

## История
11 января 1943 года территория, ныне относящаяся к Предгорному району, была освобождена от гитлеровских войск.
Указом Президиума Верховного Совета РСФСР от 23 ноября 1959 года был образован Предгорный район с центром в станице Ессентукской, в состав которого вошла территория пригородной зоны городов Ессентуки, Кисловодска и Пятигорска. Упразднён 1 февраля 1963 года (с передачей территории Минераловодскому и Георгиевскому районам).
12 января 1965 года Указом Президиума Верховного Совета РСФСР Предгорный район был вновь восстановлен.
5 февраля 1966 года станица Горячеводская преобразована в рабочий посёлок Горячеводский и передана из Предгорного района в подчинение Пятигорскому Совету депутатов трудящихся.
Решением Президиума Ставропольского краевого Совета народных депутатов от 23 августа 1990 года № 55 в Предгорном районе образован Мирненский сельсовет с центром в посёлке Мирный, в состав которого вошли посёлки Мирный и Садовая Долина, выделенные из Нежинского сельсовета этого же района.
16 марта 2020 года муниципальные образования Предгорного района были объединены в Предгорный муниципальный округ.

## Население
| 1931     | 1959     | 1970     | 1979     | 1989     | 1990     | 1991     | 1992     | 1993     | 1994     |
| -------- | -------- | -------- | -------- | -------- | -------- | -------- | -------- | -------- | -------- |
| 71 173   | ↗93 586  | ↘83 940  | ↗98 218  | ↘88 872  | ↘87 877  | ↗89 398  | ↗91 693  | ↗93 088  | ↗94 084  |
| 1995     | 1996     | 1997     | 1998     | 1999     | 2000     | 2001     | 2002     | 2003     | 2004     |
| ↗95 479  | ↗96 133  | ↗97 195  | ↗98 088  | ↗99 329  | ↗101 135 | ↗103 116 | ↗104 391 | ↗104 435 | ↗104 811 |
| 2005     | 2006     | 2007     | 2008     | 2009     | 2010     | 2011     | 2012     | 2013     | 2014     |
| ↗105 331 | ↗105 935 | ↗106 026 | ↗106 103 | ↘106 094 | ↗106 775 | ↗106 810 | ↗106 963 | ↗107 497 | ↗108 205 |
| 2015     | 2016     | 2017     | 2018     | 2019     | 2020     | 2021     | 2023     | 2024     | 2025     |
| ↗108 669 | ↗109 296 | ↗110 066 | ↗110 590 | ↗110 776 | ↘110 600 | ↗112 730 | ↘110 643 | ↘109 591 | ↗110 618 |

Половой состав
По итогам переписи населения 2010 года проживали 50 147 мужчин (46,97 %) и 56 628 женщин (53,03 %).

### Национальный состав
По итогам переписи населения 2010 года проживали следующие национальности (национальности менее 1 %, см. в сноске к строке «Другие»):
| Национальность | Численность | Процент |
| -------------- | ----------- | ------- |
| Русские        | 71 709      | 67,16   |
| Греки          | 16 324      | 15,29   |
| Армяне         | 7663        | 7,18    |
| Карачаевцы     | 2053        | 1,92    |
| Другие         | 9026        | 8,45    |
| Итого          | 106 775     | 100,00  |

По итогам переписи населения 2020 года проживали следующие национальности (национальности менее 1 % и другое, см. в сноске к строке «Другие»):
| Национальность | Численность, чел. | Доля     |
| -------------- | ----------------- | -------- |
| Русские        | 80 345            | 71,27 %  |
| Греки          | 14 142            | 12,55 %  |
| Армяне         | 7650              | 6,79 %   |
| Карачаевцы     | 2047              | 1,82 %   |
| Другие         | 8546              | 7,58 %   |
| Итого          | 112 730           | 100,00 % |

## Муниципально-территориальное устройство до 2020 года
C 2004 до марта 2020 года в Предгорный муниципальный район входили 15 сельских поселений:
| №  | Сельское поселение            | Административный центр | Количество населённых пунктов | Население (чел.) | Площадь (км²) |
| -- | ----------------------------- | ---------------------- | ----------------------------- | ---------------- | ------------- |
| 1  | посёлок Мирный                | посёлок Мирный         | 1                             | ↗1891            | 6,61          |
| 2  | станица Бекешевская           | станица Бекешевская    | 1                             | ↘2977            | 115,95        |
| 3  | станица Боргустанская         | станица Боргустанская  | 1                             | ↘3916            | 235,90        |
| 4  | Винсадский сельсовет          | село Винсады           | 2                             | ↘9067            | 48,66         |
| 5  | Ессентукский сельсовет        | станица Ессентукская   | 2                             | ↗24 051          | 35,68         |
| 6  | Нежинский сельсовет           | посёлок Нежинский      | 5                             | ↘4172            | 7,19          |
| 7  | Новоблагодарненский сельсовет | село Новоблагодарное   | 4                             | ↘3944            | 94,20         |
| 8  | Подкумский сельсовет          | посёлок Подкумок       | 3                             | ↘3854            | 8,34          |
| 9  | Пригородный сельсовет         | посёлок Железноводский | 5                             | ↘3420            | 64,22         |
| 10 | Пятигорский сельсовет         | посёлок Пятигорский    | 5                             | ↘5984            | 11,91         |
| 11 | Суворовский сельсовет         | станица Суворовская    | 3                             | ↘19 136          | 28,44         |
| 12 | Тельмановский сельсовет       | посёлок Санамер        | 4                             | ↘5211            | 125,32        |
| 13 | Этокский сельсовет            | село Этока             | 5                             | ↗5866            | 22,70         |
| 14 | Юцкий сельсовет               | село Юца               | 3                             | ↘12 194          | 148,10        |
| 15 | Яснополянский сельсовет       | посёлок Ясная Поляна   | 2                             | ↘4917            | 93,50         |

## Населённые пункты
Распределение населения района
 Ессентукская (22,34 %) Суворовская (17,52 %) Юца (8,8 %) Винсады (8,85 %) Ясная Поляна (4,44 %) остальные (38,05 %)
С июня 2020 года в состав территории района и соответствующего муниципального округа входят 43 населённых пункта.
| №  | Населённый пункт   | Тип     | Население | Упразднённое муниципальное образование |
| -- | ------------------ | ------- | --------- | -------------------------------------- |
| 1  | Бекешевская        | станица | ↘2592     | станица Бекешевская                    |
| 2  | Боргустанская      | станица | ↗4028     | станица Боргустанская                  |
| 3  | Боргустанские Горы | посёлок | ↘0        | Яснополянский сельсовет                |
| 4  | Быкогорка          | хутор   | ↘1141     | Пригородный сельсовет                  |
| 5  | Верблюдогорка      | хутор   | ↗100      | Пригородный сельсовет                  |
| 6  | Верхнеподкумский   | посёлок | ↘200      | Подкумский сельсовет                   |
| 7  | Верхнетамбуканский | посёлок | ↗500      | Пятигорский сельсовет                  |
| 8  | Винсады            | село    | ↗9785     | Винсадский сельсовет                   |
| 9  | Воронов            | хутор   | ↘300      | Пригородный сельсовет                  |
| 10 | Горный             | посёлок | ↗1086     | Ессентукский сельсовет                 |
| 11 | Джуца              | посёлок | ↗1307     | Этокский сельсовет                     |
| 12 | Ессентукская       | станица | ↗24 710   | Ессентукский сельсовет                 |
| 13 | Железноводский     | посёлок | ↗1765     | Пригородный сельсовет                  |
| 14 | Зелёный            | посёлок | ↘38       | Пятигорский сельсовет                  |
| 15 | имени Чкалова      | посёлок | ↘600      | Тельмановский сельсовет                |
| 16 | Калаборка          | хутор   | ↗400      | Новоблагодарненский сельсовет          |
| 17 | Мирный             | посёлок | ↗1896     | посёлок Мирный                         |
| 18 | Нежинский          | посёлок | ↘3569     | Нежинский сельсовет                    |
| 19 | Нижнеэтокский      | посёлок | ↘300      | Пятигорский сельсовет                  |
| 20 | Новая Пролетарка   | хутор   | ↗1135     | Юцкий сельсовет                        |
| 21 | Новоблагодарное    | село    | ↘3346     | Новоблагодарненский сельсовет          |
| 22 | Новоборгустанский  | хутор   | ↘100      | Тельмановский сельсовет                |
| 23 | Песковский         | посёлок | ↗200      | Этокский сельсовет                     |
| 24 | Подкумок           | посёлок | ↗3468     | Подкумский сельсовет                   |
| 25 | Порт-Артур         | хутор   | ↘91       | Пригородный сельсовет                  |
| 26 | Пятигорский        | посёлок | ↗5072     | Пятигорский сельсовет                  |
| 27 | Родниковый         | посёлок | ↘300      | Пятигорский сельсовет                  |
| 28 | Садовая Долина     | посёлок | ↘200      | Нежинский сельсовет                    |
| 29 | Садовое            | село    | ↘1545     | Юцкий сельсовет                        |
| 30 | Санамер            | посёлок | ↘2347     | Тельмановский сельсовет                |
| 31 | Свобода            | село    | ↗900      | Суворовский сельсовет                  |
| 32 | Славяновский       | хутор   |           |                                        |
| 33 | Суворовская        | станица | ↗19 378   | Суворовский сельсовет                  |
| 34 | Сунжа-Ворошиловка  | село    | ↗200      | Новоблагодарненский сельсовет          |
| 35 | Сухоозёрный        | хутор   | ↘100      | Суворовский сельсовет                  |
| 36 | Тамбукан           | хутор   | ↘700      | Этокский сельсовет                     |
| 37 | Томатный           | хутор   | ↗200      | Подкумский сельсовет                   |
| 38 | Урожайный          | посёлок | ↗1534     | Тельмановский сельсовет                |
| 39 | Хорошевский        | хутор   | ↘300      | Этокский сельсовет                     |
| 40 | Хутор Шести        | хутор   | ↘100      | Новоблагодарненский сельсовет          |
| 41 | Этока              | село    | ↘2485     | Этокский сельсовет                     |
| 42 | Юца                | село    | ↗9736     | Юцкий сельсовет                        |
| 43 | Ясная Поляна       | посёлок | ↘4914     | Яснополянский сельсовет                |

В июне 2020 года в состав города-курорта Кисловодска были переданы населённые пункты Предгорного района (муниципального округа) посёлки Высокогорный, Левоберёзовский и Правоберёзовский.
| №  | Населённый пункт                                              | Тип              | Дата снятия с учёта | Современное состояние            |
| -- | ------------------------------------------------------------- | ---------------- | ------------------- | -------------------------------- |
| 1  | Верхняя Этока                                                 | село             | 06.06.1966          |                                  |
| 2  | Водопадское                                                   | село             | 06.06.1969          |                                  |
| 3  | Гинеевский (Гиннеевский)                                      | хутор            | 30.03.1983          |                                  |
| 4  | Заречный                                                      | населённый пункт | 30.12.1966          |                                  |
| 5  | Кирпичный                                                     | посёлок          | 11.01.1995          | Включён в черту города Ессентуки |
| 6  | Нижняя Этока                                                  | село             | 31.12.1969          |                                  |
| 7  | Новое Першино                                                 | населённый пункт | 30.12.1966          |                                  |
| 8  | Первое отделение совхоза «Ессентукский»                       | посёлок          | 30.12.1970          |                                  |
| 9  | Посёлок № 3 (Быкогорка) почтового ящика № 1 г. Лермонтовского | посёлок          | 30.12.1966          |                                  |
| 10 | Родниковский (Валабуев)                                       | хутор            | 30.12.1966          |                                  |
| 11 | Свободный Киркиль                                             | населённый пункт | 30.12.1966          |                                  |

## Органы власти
Первые секретари
- Гаркуша Владимир Фёдорович

Глава района
- Устименко Иван Петрович. С ноября 2006 г. Полномочия продлены до ноября 2017 года.

Главы администрации муниципального района
- Майдан Александр Иванович — 2001—2012 гг.[54];
- Гюльбяков Николай Кирьякович — с 23 ноября 2012 года;
- Мятников Игорь Владимирович — с 22 июля 2016 года
- Бондаренко Николай Николаевич — с 26 ноября 2020 года[55][56].

## Экономика
Сельское хозяйство — главная отрасль экономики Предгорного района. Производство сельскохозяйственной продукции осуществляют сельскохозяйственные кооперативы (44 %), закрытые акционерные общества (10 %), общества с ограниченной ответственностью (41 %), открытые акционерные общества (5 %), и государственные предприятия (5 %). Всего 39 сельскохозяйственных предприятий.
Основным направлением развития животноводства в районе является молочное скотоводство и птицеводство. Вспомогательные отрасли — свиноводство, овцеводство и пчеловодство.

## СМИ
Общественно-политическая газета «Искра» (ранее «Знамя труда»). Первый номер газеты вышел 2 апреля 1931 года.

## Люди, связанные с районом
На Аллее Героев в станице Ессентукской отмечены:
Герои Советского Союза
- Дергилев, Егор Иванович
- Зубалов, Феофилакт Андреевич
- Канищев, Дмитрий Иванович
- Литвиненко, Пётр Степанович
- Овчинников, Николай Михайлович

Герои России
- Кулаков Роман Иванович

Полные Кавалеры Орденов Славы
- Русинов, Пётр Васильевич
- Селянинов, Григорий Артемьевич

Герои Социалистического Труда
- Андронова, Надежда Алексеевна
- Артёмов, Михаил Иванович
- Барбашина, Анна Никитична
- Гюльбекова, Эльпида Георгиевна
- Жуков, Михаил Алексеевич
- Корнев, Иван Михайлович
- Луценко, Семён Васильевич
- Ротто, Иван Дмитриевич
- Чупрынин, Александр Андреевич
- Ульяник, Мария Ивановна
- Юдин, Георгий Андреевич

Почётные граждане Предгорного района
- Балеева Галина Михайловна
- Бережной Иван Георгиевич (1943) - в 1981 году был избран первым секретарем Минераловодского райкома КПСС. В 1987 году назначен председателем Ставропольского краевого комитета народного контроля. С 1989 года занимал руководящие посты в Предгорном районе[58]
- Гаркуша Владимир Фёдорович (1941) — первый заместитель председателя Правительства Ставропольского края — министр сельского хозяйства Ставропольского края (2001—2007), первый секретарь Предгорного районного комитета КПСС, Герой труда Ставропольского края
- Губин Андрей Терентьевич — писатель, автор романа «Молоко волчицы»
- Данцев Василий Гаврилович
- Дергилев Егор Иванович
- Жуков Василий Павлович
- Земцев Николай Иванович
- Казаев Александр Борисович
- Линник Таисия Михайловна
- Майдан Иван Павлович
- Рябенко Николай Иванович
- Савченко Иван Тимофеевич
- Серый Илья Яковлевич
- Трушев Николай Иванович
- Черевашенко Николай Александрович
- Шаталов Фёдор Прохорович